# HMS Liberty (1944)
HMS Liberty – brytyjski trałowiec z okresu II wojny światowej, jedna ze 110 zbudowanych jednostek typu Algerine. Okręt został zwodowany 22 sierpnia 1944 roku w stoczni Harland and Wolff w Belfaście, a do służby w Royal Navy wszedł 18 stycznia 1945 roku z numerem burtowym J391. W końcu lat 40. trałowiec sprzedano Belgii, a do służby w Belgijskiej Marynarce Wojennej wszedł pod nazwą „Adrien de Gerlache” (M900) w listopadzie 1949 roku. Jednostka została wycofana ze służby w 1969 roku i złomowana w roku następnym.

## Projekt i budowa
HMS „Liberty” był jedną ze 110 zbudowanych jednostek typu Algerine, znacznie większych od budowanych na początku wojny okrętów typu Bangor . Nowy typ stanowił powrót do budowy pełnomorskich trałowców wielkości przedwojennego typu Halcyon, zdolnych nie tylko do wykonywania zdań trałowych, lecz także do walki z okrętami podwodnymi i eskortowania konwojów . Cena za uniwersalność okazała się jednak wysoka, gdyż koszt budowy trałowca typu Algerine był dwukrotnie większy niż korwety typu Flower .
HMS „Liberty” zbudowany został w stoczni Harland and Wolff w Belfaście. Stępkę okrętu położono 27 listopada 1943 roku, został zwodowany 22 sierpnia 1944 roku, a ukończono go 18 stycznia 1945 roku .

## Dane taktyczno-techniczne
Okręt był oceanicznym trałowcem, przeznaczonym także do zadań eskortowych i zwalczania okrętów podwodnych . Długość całkowita wynosiła 68,6 metra, szerokość 10,8 metra i zanurzenie maksymalne 3,2 metra (3,58 metra ze śrubami) . Wyporność standardowa wynosiła pomiędzy 940 a 1040 ton, zaś pełna 1225–1335 ton. Okręt napędzany był przez dwa zestawy turbin parowych z przekładniami o łącznej mocy 2000 KM, do których parę dostarczały dwa trójwalczakowe kotły Admiralicji . Dwuśrubowy układ napędowy pozwalał osiągnąć prędkość 16,5 węzła. Okręt zabierał maksymalnie zapas 235 ton mazutu, co zapewniało zasięg wynoszący 6000 Mm przy prędkości 12 węzłów .
Uzbrojenie artyleryjskie jednostki składało się z pojedynczego działa uniwersalnego kal. 102 mm (4 cale) QF HA Mark V L/45 umieszczonego na dziobie . Uzbrojenie przeciwlotnicze składało się z czterech pojedynczych działek Bofors kal. 40 mm L/56 Mark III . Broń ZOP stanowiły cztery miotacze i dwie zrzutnie bomb głębinowych (z łącznym zapasem do 92 bg) . W celu zwalczania min okręt przenosił trały . Wyposażenie radioelektroniczne obejmowało radar oraz sonar .
Załoga okrętu liczyła od 85 do 138 oficerów, podoficerów i marynarzy .

## Służba

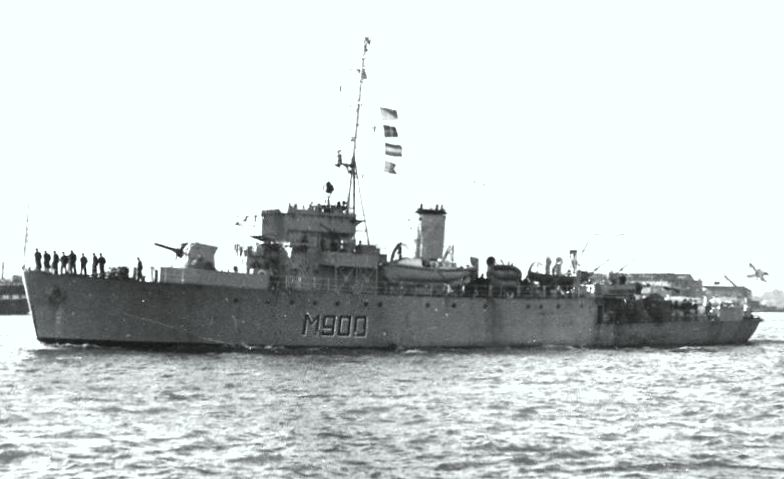
Okręt w służbie belgijskiej jako „Adrien de Gerlache”.

Okręt wszedł do służby w Royal Navy w styczniu 1945 roku, otrzymując numer taktyczny J391 . Pod koniec lat 40. trałowiec sprzedano Belgii (wraz z bliźniaczymi jednostkami „HMS Cadmus”, „HMS Fancy”, „HMS Ready”, „HMS Rosario” oraz „HMS Spanker”) i 29 listopada 1949 roku przyjęto go do służby w Belgijskiej Marynarce Wojennej pod nazwą „Adrien de Gerlache” (numer taktyczny M900) . Załoga okrętu w tym okresie liczyła 101 osób . Jednostka oprócz zadań trałowych pełniła też funkcję patrolowca. W 1959 roku trałowiec stał się okrętem zaopatrzeniowym, otrzymując numer taktyczny A954 (jego uzbrojenie ograniczono do dwóch działek kal. 40 mm) . Okręt został wycofany ze służby w 1969 roku , a w 1970 roku rozpoczęło się w Brugii jego złomowanie (nadbudówkę pozostawiono w celach treningowych).